# Хавасупай (язык)
Хавасупай (Havasupai) - диалект языка хавасупай-валапай-явапай, на котором говорит народ хавасупай, проживающий в индейской резервации Хавасупай на дне Гранд-Каньона штата Аризона в США. Это единственный коренной язык, на котором говорит 100% коренного населения.